# Phthirusa pyrifolia
Phthirusa pyrifolia là một loài thực vật có hoa trong họ Loranthaceae. Loài này được (Kunth) Eichler miêu tả khoa học đầu tiên năm 1868.